# Napelemes telefontöltő
A napelemes telefontöltő napelemek segítségével teszi lehetővé a mobiltelefon akkumulátorának töltését.
Léteznek olyan közösségi napelemes telefontöltő helyek, amelyeknél a mobiltelefonokat a parkokba, utcára és terekre kihelyezett napelemes töltőállomásra való csatlakozás után lehet feltölteni.
Néhány mobiltelefon már eleve beépített napelemes töltővel kerül forgalomba.A napelemes telefotöltők számos formában és technikai megoldással kerülnek forgalomba. Ezen eszközök képesek 6 órán belül feltölteni a készülék akkumulátorát.
A napelemes töltők olyan, egyéb telefonos kiegészítők számára is alkalmasak az energia szolgáltatására, mint például bluetooth headset-ek és kihangosítók.

## Fordítás
Ez a szócikk részben vagy egészben  a   Solar cell phone charger című angol Wikipédia-szócikk ezen változatának fordításán alapul.  Az eredeti cikk szerkesztőit annak laptörténete sorolja fel. Ez a jelzés csupán a megfogalmazás eredetét és a szerzői jogokat jelzi, nem szolgál a cikkben szereplő információk forrásmegjelöléseként.